# Porto Alegre (São Tomé i Príncipe)
Porto Alegre és una vila de São Tomé i Príncipe. Es troba al districte de Caué, al sud de l'illa de São Tomé. La seva població és de 525 (2008 est.). La localitat d'Alto Douro es troba a 2.5 km al nord de Porto Alegre.
La vila és la més meridional de l'illa i es troba a l'extrem més al sud de la carretera principal que connecta São Tomé amb la part oriental de l'illa, i es troba 3 km al sud de l'equador.

## Evolució de la població
| 2001 | 2008 |
| 461  | 525  |

## Història
En 1883, Jacinto Carneiro de Sousa Almeira, vescomte Malanza a fer un parell de plantacions de cacau a la zona i va construir Roça de Porto Alegre, un magatzem de la zona més meridional de l'illa. El 1890 va adoptar el nom de Porto Alegre.
El 2017 es va fundar una nova espècie de serps a la subdivisió i la platja de Praia Inhame, anomenada Naja peroescobari, que es va nomenar per l'explorador portuguès del segle xv Pêro Escobar, un dels tres que va descobrir l'illa el 1471.